# Trifolium cherleri
Trifolium cherleri — вид рослин родини Бобові (Fabaceae). Етимологія: видовий епітет вшановує швейцарського ботаніка нім. Johann Heinrich Cherler.

## Морфологія
Це однорічна трав'яниста рослина, яка досягає висоти 5-20 сантиметрів. Густоволоса і тільки рідко розгалужені, пряма або сланка рослина. Листові фрагменти 5-15 мм, обернено-яйцеподібні. Суцвіття 15-20 мм в діаметрі, напівсферичні, сидячі й багатоквіткові. Окремі квіти довжиною від 0.8 до 1.2 сантиметрів. Пелюстка від білого до брудно-білого кольору, рідше червонувата. Насіння 1,4-2,2 мм, жовті.

## Поширення, біологія
Поширення: Північна Африка: Алжир; Єгипет; Лівія; Марокко; Туніс. Західна Азія: Кіпр; Іран; Ірак; Ізраїль; Ліван; Сирія; Туреччина. Південна Європа: Албанія; Болгарія; Колишня Югославія; Греція [вкл. Крит]; Італія [вкл. Сардинія, Сицилія]; Франція [вкл. Корсика]; Португалія [вкл. Мадейра]; Гібралтар; Іспанія [вкл. Балеарські острови, Канарські острови].
Населяє луки на бідних і еродованих ґрунтах й кременистих ґрунтах; 0-1000 м. Також знаходиться під деревами, в місцях відходів і на узбіччях доріг. Квітне з травня по червень. Самозапилюється.

## Галерея

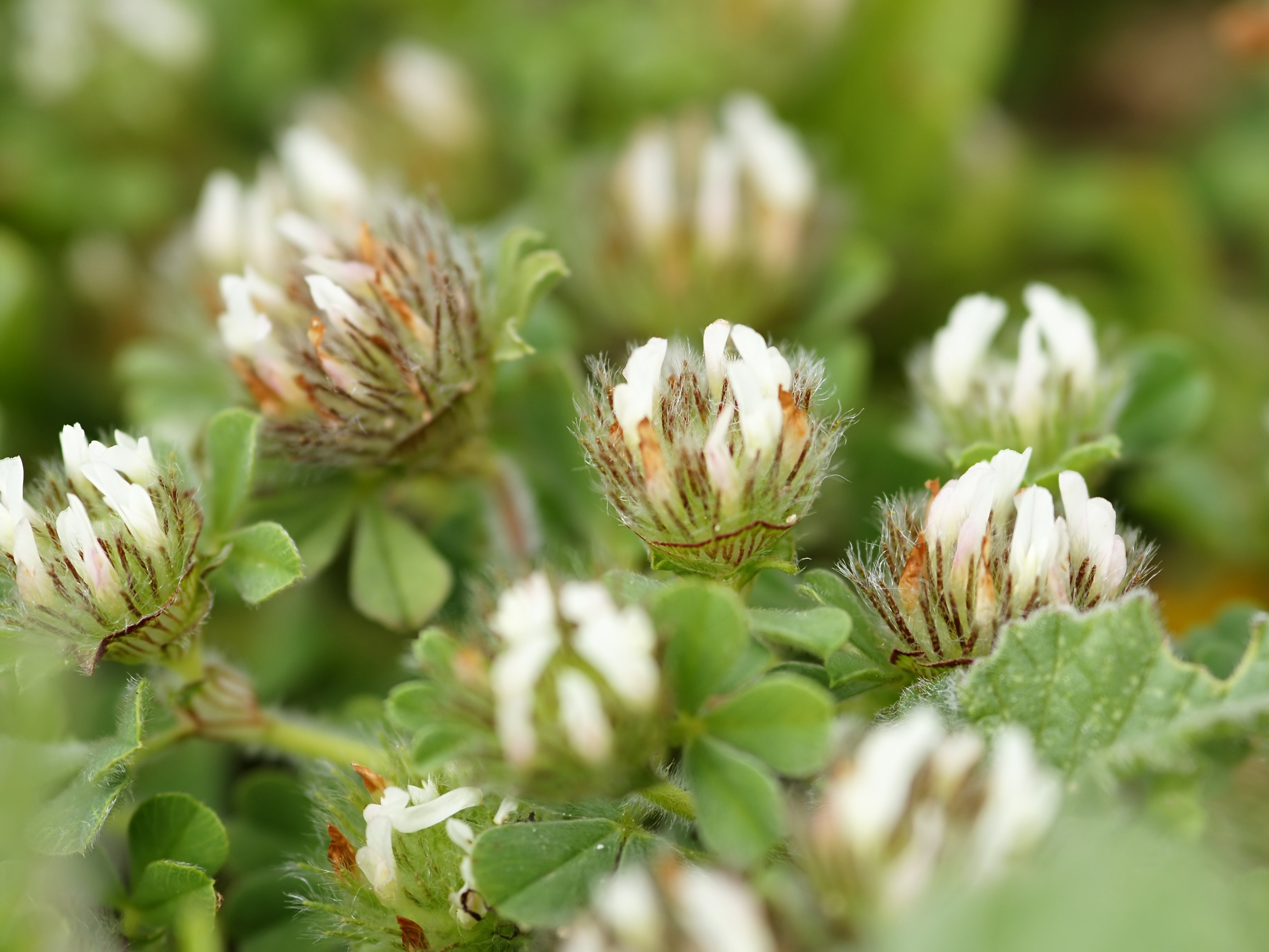
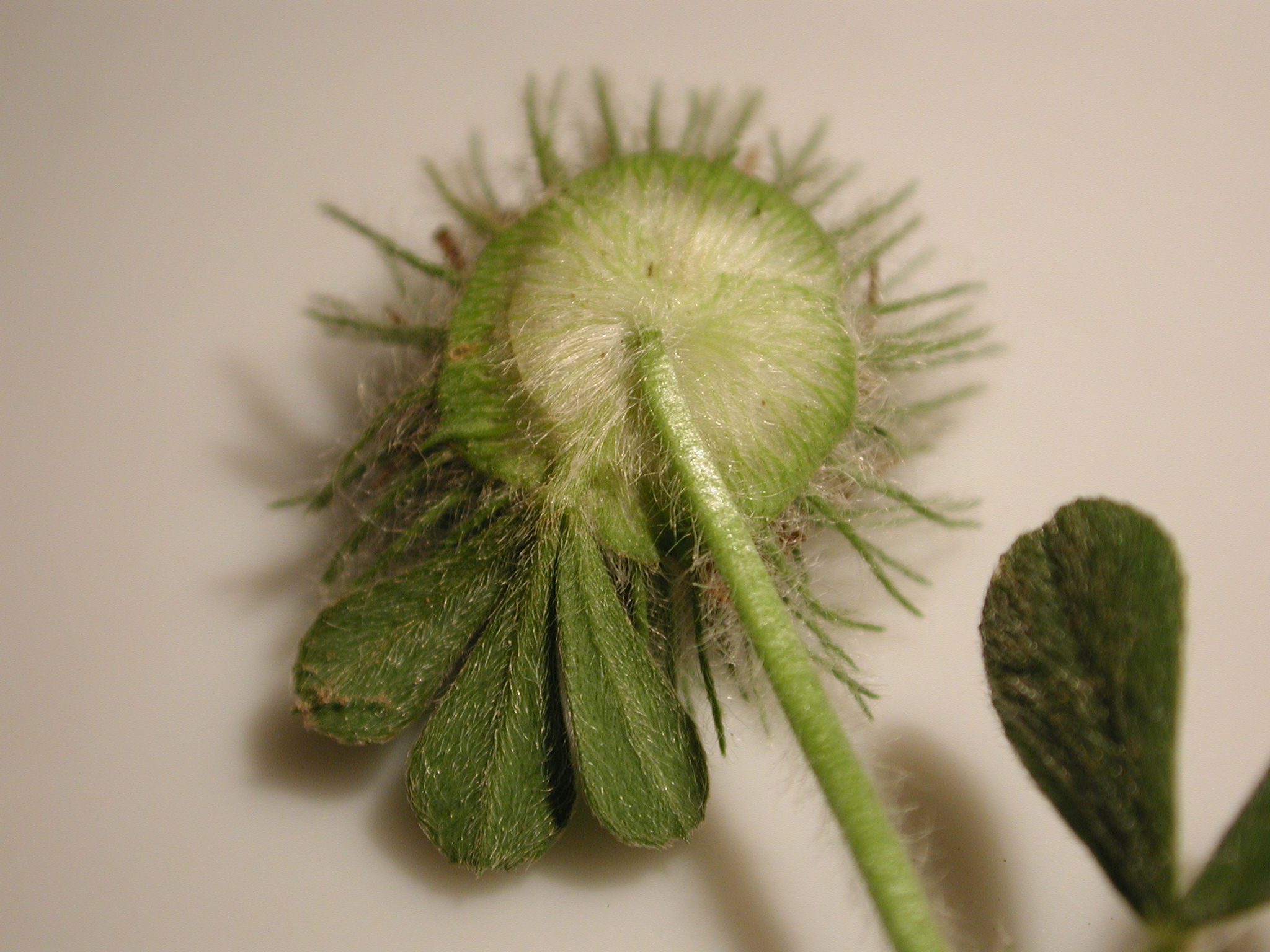
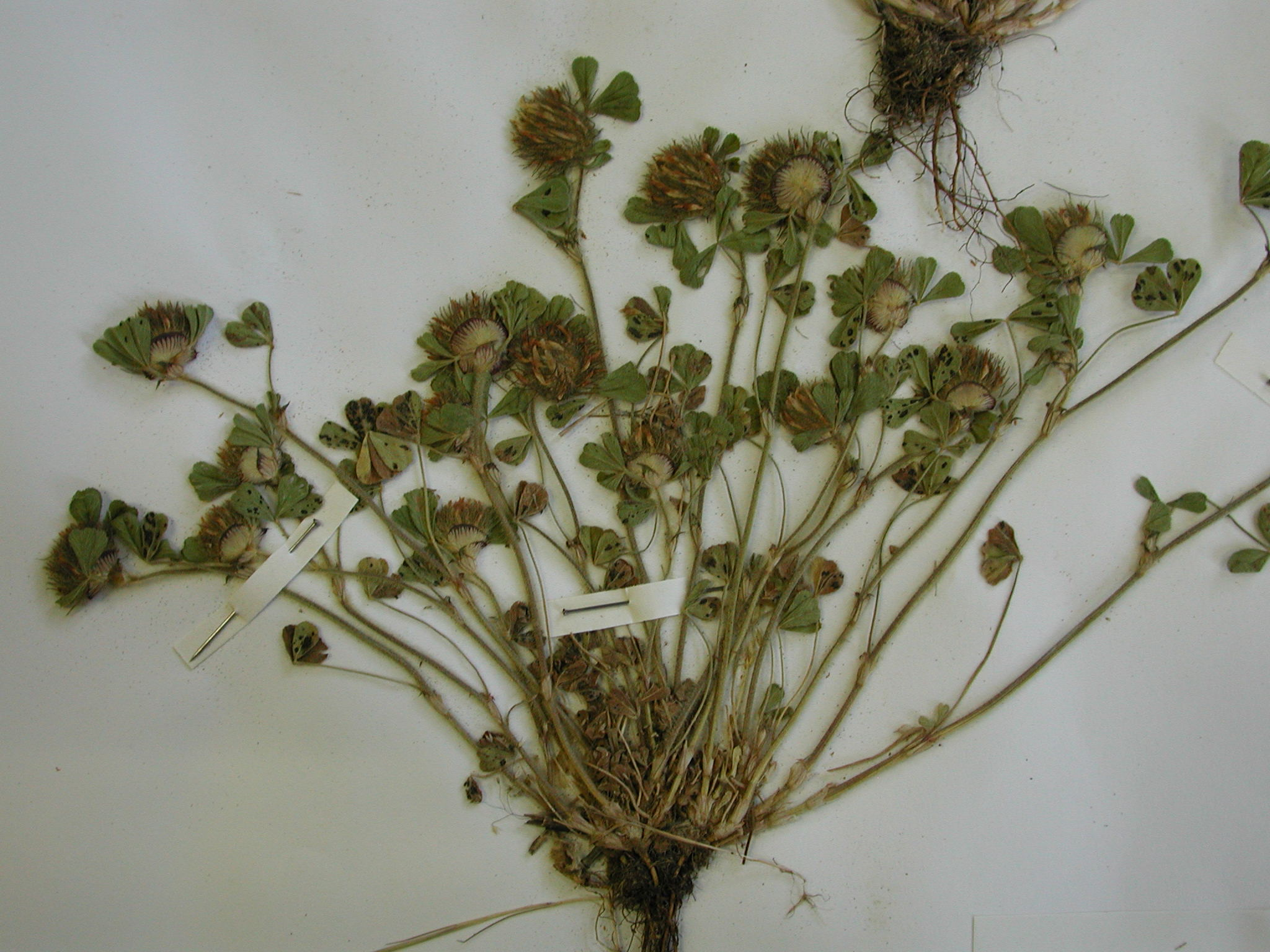